# Цалигопулу, Элени
Элени Цалигопулу (род. 11 апреля 1963; греч. Ελένη Τσαλιγοπούλου) — греческая певица, которая в течение своей 30-летней карьеры занимала позицию одной из самых популярных артисток в её стране.

## Ранние годы и карьера
Элени Цалигопулу родилась и выросла в городе Науса в Центральной Македонии. В 1981 году у неё родился сын, которого назвали Аргирис (греч. Αργύρη). К 1985 году она, пройдя курсы вокала, дебютировала в Салониках, а позже познакомилась с композитором Джорджем Зикасом, чьи песни она исполнила в своём первом сольном альбоме.
Начиная с 1986 года, она выступала с песнями многих известных греческих композиторов (среди них — Стаматис Спанудакис, Манос Хадзидакис и др.), гастролировала по Греции, Европе и Америке. Тогда же она познакомилась с певцом Йоргосом Даларасом, с котором начали совместно выступать.
Элени часто давала концерты в Афинах и, хотя в первые годы её карьеры её голос и стиль пения часто сравнивали с голосом и стилем другой известной греческой певицы Элефтерии Арванитаки, она быстро сформировала свой собственный стиль.
В течение следующего десятилетия она поднялась до высшего уровня греческих музыкальных исполнителей, выпустив около 10 альбомов. В 1998—1999 годах она гастролировала совместно с вокалисткой Мелиной Каной, позже — с певцом Димитрисом Басисом, группами «Mode Plagal» и «Mikro».
Элени адаптировалась к трендам 2000-х годов и с начала XXI века сотрудничала с Никосом Портокалоглу, Джоном Коцирасом, а также с Йоргосом Андреу.

## Личная жизнь
В интервью 2008 года Элени Цалигопулу призналась, что в течение около 15 лет она была замужем за греческим композитором, лириком и музыкальным продюсером Йоргосом Андреу (греч. Γιώργος Ανδρέου), но в конце концов они развелись.

## Дискография
| - 1986 — Shut Up and Listen - 1990 — Girl and Woman - 1992 — Half-Moon - 1993 — Kathreftes - 1994 — Mirrors - 1996 — Arzedina - 1996 — Argentinos - 1998 — Dream Era - 1999 — Allazi Kathe Pou Vradiazi - 1999 — Changes Descend Every Evening - 2000 — Glycos Peirasmos - 2001 — Sweet Temptation - 2002 — Songs for a Summer | - 2003 — Color - 2005 — Dear Diary - 2005 — Each End and Beginning - 2007 — Mad Secret Concerts - 2008 — Best of / San Lied - 2009 — In the Dream Season (Sunday Newspaper) - 2011 — Tarrira - 2013 — The Love Collection - 2014 — Together (accompanied by Melina Kana) - 2015 — Kathe Telos Ki Archi - 2015 — I Eleni Tsaligopoulou Sti Lyra - 2015 — Miso Feggari |